# Pastel (album)
Pastel – to przekrojowa kompilacja nagrań grupy Closterkeller, wydana jako CD zawiera dodatkowo prezentację multimedialną oraz niepublikowane wcześniej nagrania zespołu. Do pierwszego wydania dołączona została wadliwa płyta CD mająca zawierać prezentację multimedialną – z powodu zamiany matryc w tłoczni na dodatkową płytę trafił debiutancki album grupy Delight.
Nagrania dotarły do 46. miejsca listy OLiS.

## Lista utworów
1. Nieuchwytny – 4:44
2. I jeszcze raz do końca – 3:53
3. Czerwone wino – 3:32
4. Blue – 4:08
5. W moim kraju – 4:30
6. Babeluu – 4:36
7. Video-Film – 3:06
8. Agnieszka – 5:18
9. Violette – 5:56
10. Scarlett – 4:02
11. Śniło – 4:20
12. Dlaczego noszę broń – 5:03
13. Władza – 4:23
14. Ziemia Obiecana – 4:39
15. Na krawędzi – 4:22
16. Fortepian – 5:16
17. Zaklęta W Marmur – 4:35